# Tsav, Syunik
Tsav là một đô thị thuộc tỉnh Syunik, Armenia. Dân số ước tính năm 2011 là 382 người.